# زاهوری (ناحیه ییندریخوف هرادتس)
زاهوری (به چکی: Záhoří) یک منطقهٔ مسکونی در جمهوری چک است که در ناحیه ییندریخوف هرادتس واقع شده‌است. زاهوری ۳٫۶۱ کیلومتر مربع مساحت و ۱۱۹ نفر جمعیت دارد و ۴۶۵ متر بالاتر از سطح دریا واقع شده‌است.